# هيدروكسيد القصدير الثنائي
هيدروكسيد القصدير الثنائي (أو هيدروكسيد القصديروز) هو مركب كيميائي له الصيغة Sn(OH)2، ويوجد على شكل مسحوق لابلوري أبيض اللون.
يوجد القصدير في هذا المركب على حالة الأكسدة +2.

## التحضير

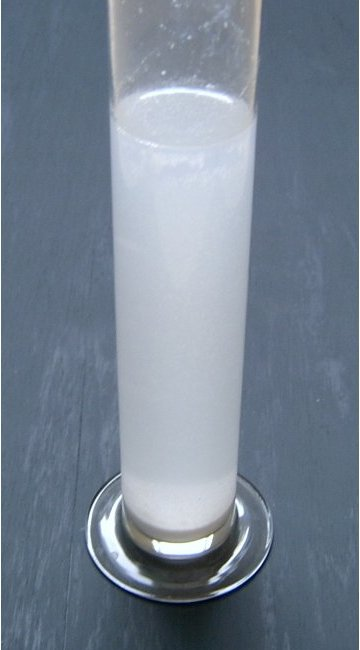
ترسب هيدروكسيد القصدير الثنائي

عند إضافة محلول قلوي قوي مثل هيدروكسيد الصوديوم إلى ملح قصدير ثنائي يحدث تفاعل ترسيب:
{\displaystyle \mathrm {SnCl_{2}\ +\ 2\ NaOH\longrightarrow \ {Sn(OH)_{2}\downarrow }\ +\ 2\ NaCl} }
حيث يتشكل راسب أبيض من أوكسي هيدرات القصدير، وهو الشكل المائي من أكسيد القصدير المتميه، والذي يمكن أن يوجد على الصيغ التالية:
- 2SnO·H2O
- 3SnO·H2O
- 3SnO·2H2O
- 5SnO·2H2O

## الخواص
عند تسخين الراسب الأبيض أو عند التفاعل مع الأحماض يتفكك المركب إلى مسحوق أسود مزرق من أكسيد القصدير الثنائي:
{\displaystyle \mathrm {Sn(OH)_{2}\longrightarrow \ SnO+H_{2}O} }
وفي القواعد القوية مثل الهيدروكسيدات القلوية يشكل المركب أملاح القصديريت
{\displaystyle \mathrm {Sn(OH)_{2}\ +\ 2\ NaOH\longrightarrow \ Na_{2}Sn(OH)_{4}} }

## اقرأ أيضاً
- قصدير